# Maîtresse (Film)
Maîtresse ist ein französischer Liebesfilm des Regisseurs Barbet Schroeder aus dem Jahr 1976. Der Film schildert die sadomasochistische Liebesgeschichte zwischen einem Einbrecher und einer Domina.

## Handlung
Der unbedeutende Kleinkriminelle Olivier (Gérard Depardieu) erfährt, während er die Installation von Ariane (Bulle Ogier) repariert, dass die Wohnung des Hauseigentümers scheinbar verlassen ist und sich als lohnendes Ziel anzubieten scheint. Als er mit einem Komplizen die Gelegenheit auszunutzen versucht und sie ihn erwischt, erkennt er, dass Ariane im Haus ein BDSM-Studio betreibt und als professionelle Domina arbeitet. Oliver zieht bei ihr ein und beginnt, sie in ihrer Arbeit zu unterstützen; beide verlieben sich ineinander. Studio und Privatwohnung der attraktiven jungen Frau liegen, durch eine geheime Falltür verbunden, direkt übereinander. Während die Gefühle des Paares sich immer weiter vertiefen, fängt es an, zwischen der Alltagswelt im oberen Stockwerk und der Welt des Sadomasochismus im Stockwerk darunter genauso hin- und herzupendeln wie zwischen Maledom und Femdom. Beide suchen einen Weg, der ihnen eine gemeinsame Zukunft ermöglicht, bei einer Autofahrt durch die Wälder der Umgebung entdecken sie ihn schließlich.

## Hintergründe
- Karl Lagerfeld entwarf die verwendeten Kostüme.
- Pop-Art-Künstler Allen Jones entwarf das Set-Design.
- Bei der Produktion wirkte eine reale Domina mit drei ihrer Bottoms mit. Diese kamen bei den Spielen im Studio zum Einsatz.
- Eine ehemals kontrovers diskutierte Szene hat einen Bezug zu den Pariser Pferdeschlachthöfen. In einem Interview erklärte Schroeder, dass er auf diesen Ort durch Depardieu aufmerksam gemacht worden sei, der dort früher einmal tätig gewesen sei.